# Drew Correa
Drew Correa (Florianópolis, 1984. február 22. –) amerikai-brazil zenei producer, lemezlovas, dalszerző és zenei producer. Négyéves korában került Amerikába. Számos neves előadóval dolgozott már együtt, mint Shakira vagy Lil Wayne.